# Alejandra Argüelles Toral y Hevia
Alejandra Argüelles Toral y Hevia   (Irun, 20 de setembre de 1845 - València, 5 d'abril de 1860) va ser una cantant, pianista, compositora i poetessa espanyola, considerada una nena prodigi a l'època i morta prematurament als catorze anys.
Va néixer a Irún el 20 de setembre de 1845, filla de Lucio Argüelles Toral, administrador de la duana, i de Dolores Hevia. Va marxar amb la família a Granada el 1853 quan el seu pare va anar-hi a treballar com a administrador de contribucions. Va cursar estudis a Madrid el 1854. En l'àmbit musical va ser deixebla de Baltasar Saldoni. Cantant amb veu de soprano, pianista i compositora, va participar en els concerts privats del seu mestre en diverses ocasions. Va comprondre algunes obres musicals, i també va posar lletra a Barcarola, una composició de Saldoni, el febrer del 1859.
Hom destaca també el seu talent com a poetessa. Va col·laborar a la revista La Elegancia, una publicació d'Irún encetada el 1860 i dedicada a la premsa de modes i salons. Algunes poesies seves van ser Toma de Tetuán o Nacimiento del príncipe de Asturias. Algunes composicions dedicades al seu pare les hi va musicar el mestre Saldoni.
Amb catorze anys va emmalaltir i la família va anar a València perquè canviés d'aires, però Argüelles va morir el 5 d'abril de 1860 a la fonda del Cid d'aquesta ciutat. Recordada com una nena prodigi, després de la seva mort molts van lamentar la seva mort. L'escriptora Faustina Sáez de Melgar va dedicar-li paraules d'elogi i homenatge en un obituari al diari El Reino el 9 d'octubre de 1861. El mateix 1861 es va publicar Corona fúnebre a la memoria de la Srta. D.ª Alejandra Argüelles Toral y Hevia en homenatge a la difunta.
Posteriorment, es va publicar un fulletó amb les seves poesies anomenat Ensayos poéticos (1862), on Sáez de Melgar va elaborar una biografia d'Argüelles, i Baltasar Saldoni va compondre un caprici a la seva memoria que va titular Catorce años en seis minutos (1866).